# 新井正則
新井 正則（あらい まさのり、1955年9月16日 - ）は、日本の政治家。元衆議院議員（1期）。

## 概要
所沢市出身。祖父は初代所沢市長の新井万平。所沢市立富岡小学校、桐朋中学校・高等学校、カリフォルニア大学バークレー校語学留学を経て日本大学文理学部を卒業。1980年から1990年まで西武百貨店に勤務。
1991年、所沢市議会議員選挙で初当選。1996年、2000年と衆議院議員総選挙に自由民主党公認で埼玉8区から立候補したが落選。2003年総選挙で初当選したが、直後に所沢市議会議員による買収疑惑が浮上。12月29日に公職選挙法違反容疑で逮捕され、2004年1月15日に起訴された。他にも所沢市議ら9人も合わせて起訴された。
同年1月19日に議員を辞職。3月16日、元公設秘書の裁判で懲役2年・執行猶予5年の判決が言い渡され、控訴せず刑が確定したことに伴い連座制が起用され、埼玉8区からの5年間立候補禁止が確定。新井本人に対しては6月3日、さいたま地裁で懲役3年・執行猶予5年、追徴金220万円の判決が言い渡された。自民党からは除名された。